# Piero Umiliani
Piero Umiliani (Florència, 17 de juliol de 1926 – Roma, 14 de febrer de 2001) va ser un compositor italià de partitures de cinema, i és famós per la seva cançó " Mah Nà Mah Nà " i la partitura de l'orquestra "Arrivano I Marines".

## Biografia

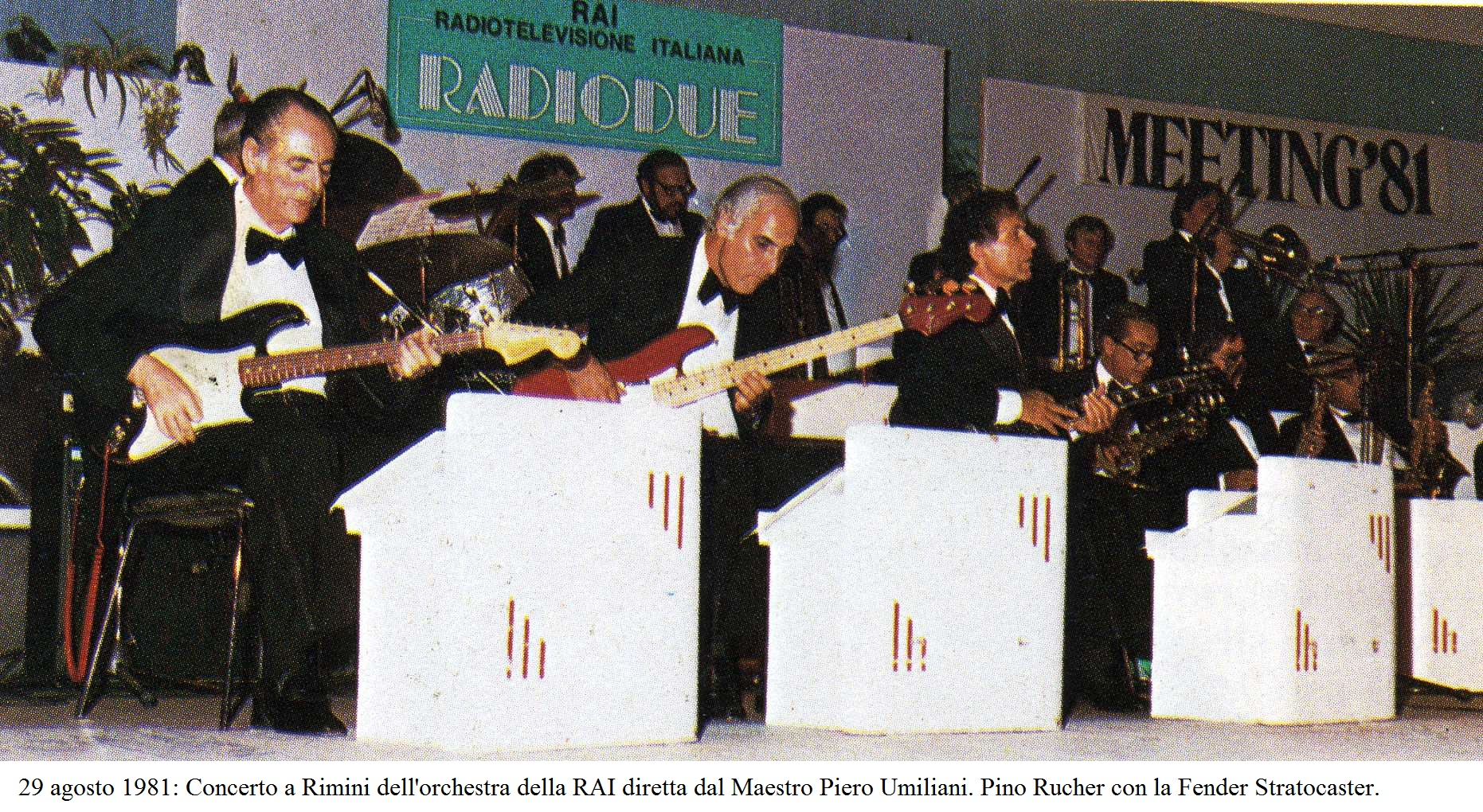
29 d'agost de 1981: Reunió per l'amicizia fra i popoli. Concert a Rímini de l'Orquestra de la RAI dirigit pel mestre Piero Umiliani.

Umiliani va néixer a Florència, Toscana. Com molts dels seus col·legues italians en aquell moment, va compondre les partitures de moltes pel·lícules d'explotació de la dècada de 1960 i 1970, abastant gèneres com Spaghetti Westerns, Eurospy, Giallo i pel·lícules de sexe softcore.
La seva composició "Crepuscolo Sul Mare" es va utilitzar més tard a Ocean's Twelve.
" Mah Nà Mah Nà " (1968) va ser utilitzada originalment a Sweden: Heaven and Hell, al documental Mondo sobre Suècia (1968). Es tractava d'un senzill (va passar 6 setmanes al Billboard i va arribar al número 55), popularitzat per The Muppets, que va cobrir la cançó diverses vegades; a partir de l'episodi 14 de Barri Sèsam el 27 de novembre de 1969, després a l'Ed Sullivan Show tres dies després, i de nou a la sèrie sindicada The Muppet Show el 1977. La pista també va ser un èxit al Regne Unit, i va arribar al número 8 de la llista dels singles britànics al maig de 1977.
Altres partitures d'Umiliani són: Son of Django, Orgasmo, Death Knocks Twice, Five Dolls for a Moon Moon, Baba Yaga, The Slave i Sex Pot. La seva partitura "Arrivano I Marines" per Guerra a la italiana, una comèdia de 1966 sobre dos soldats del Cos de Marines dels Estats Units d'Amèrica a Itàlia, s'utilitza a la sèrie Armored Trooper Votoms com "Marxa de les Espatlles Vermelles".
Umiliani va morir a Roma el febrer de 2001, amb 74 anys.

## Filmografia
- I soliti ignoti (1958)
- Omicron (1963)
- Samson and His Mighty Challenge (1964)
- I figli del leopardo (1965)
- The Dreamer (1965)
- La Celestina P... R... (1965)
- Agent 3S3: Passport to Hell (1965)
- Agent 3S3, Massacre in the Sun (1966)
- Target Goldseven (1966)
- Ring Around the World (1966)
- Due mafiosi contro Al Capone (1966)
- Blockhead (1966)
- Guerra a la italiana (Due marines e un generale) (1966)
- Son of Django (1967)
- Argoman the Fantastic Superman (1967)
- Il tempo degli avvoltoi (1967)
- I barbieri di Sicilia (1967)
- Il marchio di Kriminal (1967)
- Blueprint for a Massacre (1967)
- Sweden: Heaven and Hell (1968)
- Orgasmo (1969)
- Gangster's Law (1969)
- Death Knocks Twice (1969)
- The Archangel (1969)
- Five Dolls for an August Moon (1970)
- Don Franco e Don Ciccio nell'anno della contestazione (1970)
- Roy Colt and Winchester Jack (1970)
- Vengeance Is a Dish Served Cold (1971)
- Baba Yaga (1973)
- La schiava io ce l'ho e tu no (1973)
- La ragazza dalla pelle di luna (1973)
- The Body (1974)
- La governante (1974)
- Il domestico (1974)
- Sex Pot (1975)
- Black Cobra Woman (1976)
- Twilight of Love (1977)
- Pane, burro e marmellata (1977)
- Lobster for Breakfast (1979)
- I Hate Blondes (1980)
- There Is a Ghost in My Bed (1981)
- Quando la coppia scoppia (1981)